# The Mystery of Edwin Drood (film 1914)
The Mystery of Edwin Drood è un film muto del 1914 diretto da Herbert Blaché e da Tom Terriss, qui al suo esordio come regista. Tratto dall'ultimo romanzo di Charles Dickens che venne pubblicato postumo nel 1870, il film è sceneggiato da Terriss che compare anche tra gli interpreti nel ruolo di John Jasper.
Prodotta e distribuita dalla World Film, la pellicola, lunga circa 50 minuti, uscì nelle sale il 19 ottobre 1914.
Dal libro vennero tratte diverse versioni cinematografiche, tra cui una del 1935 di Stuart Walker con Claude Rains.

## Trama
John Jasper, fumatore d'oppio e organista presso la cattedrale di Cloisterham, istiga una lite tra il nipote Edwin Drood e Neville Landless, ambedue innamorati della bella Rosa Bud che è l'oggetto del desiderio segreto dello stesso Jasper. I due litiganti, però, si riconciliano presto. Fallito il suo piano, Jasper assale nel bosco Edwin, lasciandolo a terra. Il giovane viene soccorso e salvato da alcuni pescatori. Intanto, Landless viene arrestato a causa del sospetto instillato da Jasper che il giovane possa essere l'autore dell'omicidio del rivale. Ma Jasper comincia a essere perseguitato da un misterioso personaggio che alla fine si rivela essere Helena, la sorella di Landless, che riporta Drood ancora vivo, sbugiardando così Jasper.

## Produzione
Il film fu prodotto dalla World Film.

## Distribuzione
Distribuito dalla World Film, il film uscì nelle sale cinematografiche USA il 19 ottobre 1914.

## Versioni cinematografiche e tv
- The Mystery of Edwin Drood di Arthur Gilbert (UK-Gaumont) con Cooper Willis (1909)
- The Mystery of Edwin Drood di Herbert Blaché, Tom Terriss (World FIlm) con Tom Terris (1914)
- Mystery of Edwin Drood di Stuart Walker (Universal) con Claude Rains (1935)
- The Mystery of Edwin Drood mini-serie tv UK (1960)
- The Mystery of Edwin Drood di Timothy Forder (UK-First Standard Media) con Robert Powell (1993)